# ギョーム・オアロ
ギョーム・オアロ（Guillaume Hoarau, 1984年3月5日 - ）は、フランス・レユニオン出身の元サッカー選手。現役時代のポジションはFW。オアラウと表記されることもある。

## 経歴

### 初期の経歴
インド洋上に浮かぶ海外県のレユニオン出身で、2004年にサン＝ピエールを本拠地とするJSサン＝ピエローゼのユースに加入。当時はミュージシャンを夢見ており、サッカーと並行して行っていた。10年間在籍し、2004年にフランス本土に上陸し、本格的にサッカーに打ち込んだ。

### ル・アーヴルAC
2007-08シーズン、ル・アーヴルACのジャン＝マルク・ノビロ新監督の下でオアロは飛躍的な成長を遂げた。マスコミは彼のことを「リーグ・ドゥのカリム・ベンゼマ」と表現した。シーズン途中からリーグ・アンのAJオセールやオリンピック・マルセイユやパリ・サンジェルマンFC（以下PSGと表記）などのいくつかのクラブがオアロに注目し、海外のアーセナルFCやチェルシーFCなどもオアロの動向を追った。2008年冬、PSGと4年契約を結んだ。PSGはル・アーヴルに50万ユーロを支払い、またオアロがシーズン終了までル・アーヴルでプレーすることを認めた。そしてオアロはリーグ・アン昇格に貢献した。38試合に出場して28得点し、2シーズン連続でル・アーヴルから得点王を出した。

### パリ・サンジェルマンFC
2008年7月1日、PSGに正式加入。8月9日のASモナコ戦でデビューした。本拠地デビュー戦となるFCジロンダン・ボルドー戦で初得点した。10月26日のオリンピック・マルセイユとのダービーでは2得点を記録。11月15日、古巣ル・アーヴル戦で2得点した。2008-09シーズンは17得点し、トゥールーズFCのアンドレ・ピエール・ジニャックに次いで得点ランキング2位にはいった。UEFAカップでは決勝トーナメントで3得点した。2009年2月18日の決勝トーナメント1回戦VfLヴォルフスブルク戦ファーストレグでは試合終盤に2得点し、5-1での勝ち抜けに貢献した。決勝トーナメント2回戦のSCブラガ戦ではセカンドレグで77分に途中出場すると、すぐに2試合で唯一の得点を決め、1-0で準々決勝に勝ち進んだ。準々決勝ではFCディナモ・キーウに敗れた。2009-10シーズンは怪我に悩まされ、前半戦はわずか1得点しか決められなかった。後半戦に5得点して勝負強さを見せたが、結局6得点に留まり、さらにピッチの外でのクラブの混乱の影響でチームは前シーズンを下回る13位に終わった。2011年、チームはカタールの投資ファンドに買収されると同時に大型補強を敢行。その影響でケヴィン・ガメイロからポジションを奪われた。その後ガメイロが不調に陥ったにもかかわらず、ポジションを奪い返すまでには至らなかった。2012-13シーズンにはズラタン・イブラヒモビッチ、エセキエル・ラベッシが加入し、オアロ立場はさらに悪化していった。

### 大連阿爾濱足球倶楽部
2013年1月に中国サッカー・スーパーリーグの大連阿爾濱足球倶楽部に移籍した。リーグ戦20試合に出場したが、わずか2得点と高給に見合う活躍が出来ず、契約満了に伴い退団した。

### FCジロンダン・ボルドー
2014年1月4日、ボルドーに移籍し、1年ぶりにリーグ・アンに復帰した。

### FCシオン
2020年9月18日、FCシオンにフリーで加入した。2020-21シーズン、クラブの監督がファビオ・グロッソからマリオ・ヴォルカーに変わると、リーグ戦9試合で8ゴールを挙げた。

## 代表
2009年3月19日、リーグでの好調が買われ、怪我で離脱したニコラ・アネルカに代わりフランス代表に初招集を受けた。初出場は、南アフリカW杯後の2010年8月11日行われたノルウェー戦。

## タイトル
ル・アーヴルAC
- リーグ・ドゥ 優勝：2007-08

パリ・サンジェルマンFC
- クープ・ドゥ・フランス 優勝：2009-10

BSCヤングボーイズ
- スイス・スーパーリーグ 優勝：2017-18, 2018-19, 2019-20
- スイス・カップ 優勝：2019-20